# Dozór okrętowy
Dozór okrętowy – rodzaj ochrony; okręt wystawiony na kierunku prawdopodobnego pojawienia się okrętów przeciwnika w celu ich wczesnego wykrycia i powiadomienia o tym własnych sił. Dozór może być stały (okręt na kotwicy lub dryfie) lub ruchomy (okręt porusza się wzdłuż wyznaczonej linii dozoru).